# Рассадкин, Анатолий Владимирович
Анатолий Владимирович Рассадкин (род. 18 сентября 1947) — советский самбист и дзюдоист, призёр чемпионатов СССР по самбо, мастер спорта СССР международного класса.

## Биография
Выступал за ДСО «Труд». Заслуженный тренер РСФСР. Судья республиканской категории. Тренер-преподаватель ДСО «Труд». С 1987 года — старший тренер по самбо и дзюдо ЦСК ФСОП «Россия». В настоящее время — тренер-преподаватель МСФК «Юный динамовец».

## Спортивные результаты
- Чемпионат СССР по самбо 1968 года — ;
- Чемпионат СССР по самбо 1972 года — ;
- Чемпионат СССР по самбо 1973 года — ;